# Мерседес Рул
Мерседес Рул (на английски: Mercedes Ruehl; /ruːl/) е американска актриса.

## Биография
Мерседес Рул е родена на 28 февруари 1948 година в Джаксън Хайтс, Куинс, Ню Йорк.  Дъщеря е на учителката Мерседес Дж. Рул и Винсент Рул, агент на ФБР.  Баща ѝ е от немски и ирландски произход, а майка ѝ е от кубински и ирландски произход.  По време на детството и семейството често се премества поради назначенията на Винсент Рул във ФБР и живее в други щати, включително Силвър Спринг, Мериленд.  Рул е възпитана, като католик.  Тя посещава колеж в Ню Рошел  и завършва през 1969 г. с бакалавърска степен по английски език.

### Кариера
Мерседес Рул започва кариерата си като актриса в местния театър с малки роли. В края на 1970-те години тя играе на големи нюйоркски сцени, постигайки голям успех в пиесите (I Am Not Rappaport) и (The Marriage of Bette and Boo) през 1985 г. През 1991 г. ролята ѝ в пиесата „Изгубени в Йонкърс“ и донася награда „Тони“.
Сред филмовите ѝ роли най-известната е на Ан Неаполитано във филма „Кралят на рибарите“ през 1991 година. За тази роля Мерседес е награден с Оскар за най-добра поддържаща женска роля и Златен глобус за най-добра актриса в поддържаща роля. Нейните роли във филми като „Последният екшън герой“ (1993), „Танцувай с мен“ (1999) и телевизионния филм „Джия“ (1998) също стават забележителни.

### Личен живот
През 1999 година Мерседес Рул се омъжва за художника Дейвид Гайзер, с когото осиновяват синът им Джейк (р. 1995). Тя има друг син, Кристофър, когото тя дава за осиновяване през 1976 г., когато е била 28 годишна. Те се събират отново в края на 1990-те, когато той навършва 21 години, а по-късно Кристофър става кръстник на Джейк.  Рул и Гайзер пускат къщата си в Хемптън за продан през 2017 г.; същата година Рул е цитирана да казва, че вече не са заедно, но остават близки.  Дейвид Гайзер почина неочаквано от сърдечни заболявания в съня си у дома на 14 октомври 2020 г. на 73-годишна възраст. 
Нейният брат Питър Рул, се премества в Австралия през 1987 г., където е популярен журналист във вестник до смъртта си през 2011 г. 

## Избрана филмография
| Година | Филм                   | Оригинално заглавие      | Роля           | Режисьор        |
| ------ | ---------------------- | ------------------------ | -------------- | --------------- |
| 1986   | Изпепелени сърца       | Heartburn                | Ив             | Майк Никълс     |
| 1987   | Радио дни              | Radio Days               | Рекламен агент | Уди Алън        |
| 1987   | Тайната на моя успех   | The Secret of My Succe$s | Шийла          | Хърбърт Рос     |
| 1991   | Кралят на рибарите     | The Fisher King          | Ани Наполитано | Тери Гилиъм     |
| 1993   | Последният екшън герой | Last Action Hero         | Айрин Мадиган  | Джон Мактиърнън |